# Zeferino Zeca Martins

Zeferino Zeca Martins, S.V.D. (Cacolo, 8 de março de 1966) é um sacerdote católico angolano, atual arcebispo da Arquidiocese de Huambo. É afiliado à Congregação do Verbo Divino.

## História
Entre 1988 a 1995 ingressou na Sociedade do Verbo Divino, onde fez os estudos de filosofia no Seminário Maior do Sagrado Coração de Jesus, em Luanda, e os estudos teológicos na faculdade de teologia da Universidade Pontifícia Comillas, de Espanha, onde também conseguiu a licenciatura em direito civil.
Em 1 de outubro de 1994 fez a sua profissão perpétua na congregação de Verbo Divino.
Em 6 de agosto de 1995 foi ordenado sacerdote.
De 1995 a 2000, atuou como missionário-capelão dos emigrantes africanos na Espanha, vinculado à Arquidiocese de Madrid. No mesmo período, atuou como Reitor da comunidade dos alunos de teologia bem como superior religioso dos missionários do Verbo Divino em Madrid.
Em 2000, torna-se reitor da casa central da congregação do Verbo Divino em Luanda. Em 2007, foi nomeado vice Superior Provincial da Congregação e, posteriormente, Superior Provincial. É também professor de direito na Universidade Católica de Angola.